# Сучков, Михаил Иванович
Михаил Иванович Сучков (1891, село Верхне-Ахтубинское — 1962) — советский партийный и хозяйственный деятель и организатор производства и строительства, участник Гражданской войны, кавалер ордена Ленина (1931).

## Биография
Родился в 1891 году в крестьянской семье в селе Верхне-Ахтубинское (ныне город Волжский).
Трудовую деятельность начал в 1907 году в пароходстве «Самолёт» в Царицыне. С 1916 по 1917 год служил солдатом в 155-м запасном пехотном полку. В 1918 году вступил в РКП(б). С 1918 года по 1919 год был секретарём Царицынского губкома. Был делегатом I Царицынской губпартконференции (19—23 ноября 1919 года, город Николаевка), по итогам которой был избран ответственным секретарём Царицынского губкома до 1920 года.
С 1920 по 1929 год на партийной и хозяйственной работе, так с 1926 по 1929 год был в Москве заместителем председателя Правления Масложирсиндиката ВСНХ СССР. В июне 1929 года вновь прибыл в Сталинград, и I общезаводской партконференцией в конце того же месяца был избран секретарём парткома строительства Сталинградского тракторного завода нового состава и был им по 1930 год, после чего вернулся в Москву на руководящую хозяйственную работу. 8 августа 1931 года постановлением Президиума ЦИК СССР «за особо выдающиеся заслуги, проявленные в строительстве Сталинградского тракторного завода», в числе прочих награждён орденом Ленина. В 1948 году на него было заведено следственное дело УКГБ по Москве и Московской области.
По состоянию на 1959 и 1961 год находился на персональной пенсии. Умер в 1962 году.